# Gregory Slade
Gregory „Greg“ Slade (* 19. Mai 2002 in Redhill) ist ein britischer Rollstuhltennisspieler.

## Karriere
Gregory Slade begann im Alter von 14 Jahren mit dem Rollstuhltennis. 2017 wurde er britischer Juniorenmeister und seit 2019 spielt er internationale Turniere, 2020 wurde er Profi. Er startet in der Klasse der Quadriplegiker („Quad“).
Slade erhielt Wildcards für die Wimbledon Championships 2023 und die Australian Open 2024, konnte aber weder im Einzel noch im Doppel eines seiner Spiele gewinnen.
Sein größter Erfolg war der Gewinn der Silbermedaille bei den Paralympischen Spielen 2024 in Paris, wo er sich an der Seite von Andrew Lapthorne erst im Finale dem niederländischen Doppel Niels Vink und Sam Schröder geschlagen geben musste. Im Einzel erreichte er außerdem das Viertelfinale, in welchem er gegen den späteren Bronzemedaillengewinner Guy Sasson ausschied.